# Ignacy Paderewski
Ignac Jan Paderewski (n. 18 noiembrie 1860, Kurîlivka, Litin County⁠(d), Gubernia Podolia, Imperiul Rus – d. 29 iunie 1941, New York City, New York, SUA) a fost un pianist, compozitor și om politic polonez, care a deținut și funcția de premier și ministru de externe al Republicii Polonia.

## Activitate muzicală
Încă din fragedă copilărie, Paderewski a fost atras de muzică. Inițial, a luat lecții particulare de pian. La vârsta de 12 ani, în anul 1872, a plecat spre Varșovia, unde a fost admis la Conservator (Uniwersytet Muzyczny Fryderyka Chopina).
După absolvire, în anul 1878, a primit propunerea de a deveni profesor de pian în cadrul acelei universități și a acceptat.
În anul 1880, Paderewski s-a căsătorit cu Antonina Korsakówna, iar la scurt timp s-a născut primul lor copil care, la doar un an de la naștere, a dat semnele unui handicap. La scurt timp, Antonina a murit.
Paderewski depășește acest moment tragic și se dedică muzicii și, în anul 1881, merge la Berlin (Königlich Akademischen Hochschule für ausübende Tonkunst) pentru a studia compoziția cu Friedrich Kiel și Heinrich Urban.
În anul 1884, s-a mutat la Viena unde a fost elevul lui Theodor Leschetizky. Tot aici, în anul 1887, și-a făcut și debutul muzical. În scurt timp, a devenit foarte cunoscut, iar aparițiile sale (la Paris în anul 1889 și la Londra în anul 1890) au fost pline de succes.
Maniera sa interpretativă a creat un mare entuziasm și admirație.
Triumful său a fost reiterat și în Statele Unite în anul 1891.
Foarte rapid, numele său a devenit sinonim cu cele mai înalte niveluri de virtuozitate.
Paderewski a compus două opere (Manru și Sakuntala), o simfonie, un concert, muzică de cameră, vocală și pentru pian.
Paderewski a făcut neobosit turnee în jurul lumii și a fost primul care a susținut o performanță solo la noua Carnegie Hall cu 3.000 de locuri. În 1909 a avut loc premiera Simfoniei sale în si minor „Polonia”, o operă masivă cu durata de 75 de minute. Compozițiile lui Paderewski au fost destul de populare în timpul vieții sale și pentru o vreme au intrat în repertoriul orchestral, în special Fantaisie polonaise sur des thèmes originaux (Fantezie poloneză pe teme originale) pentru pian și orchestră, Concertul pentru pian în la minor și simfonia Polonia. Miniaturile sale cu pian au devenit deosebit de populare. Menuetul în sol major, op. 14 Nr. 1, scris în stilul lui Mozart, a devenit una dintre cele mai cunoscute melodii pentru pian din toate timpurile. Caragiale a făcut cunoscută această melodie în schița sa din 1900 Tren de plăcere. 
În ciuda programului său necruțător de turnee și a angajamentelor sale politice și caritabile, Paderewski a lăsat o moștenire de peste 70 de lucrări orchestrale, instrumentale și vocale.
Toate lucrările sale evocă o imagine romantică a Poloniei. Ele încorporează referințe la dansuri poloneze (poloneză, cracoviac și mazurcă) și muzică montană (Album Tatra [Album tatrzańskie], op. 12, Dansurile poloneze [Tańce polskie], op. 5). Dragostea lui Paderewski pentru țara sa se reflectă în titlurile compozițiilor sale (Fantezie poloneză [Fantazja polska], op. 19 și Simfonia în si minor „Polonia”, care include o parte din Mazurka lui Dąbrowski [Mazurek Dąbrowskiego]), teme (Manru) , și setări muzicale ale citatelor poeților polonezi (de exemplu, Asnyk și Mickiewicz).
Între 1909-1913 a fost directorul Conservatorului din Varșovia.

## Activitate politică
În timpul Primului Razboi Mondial, Paderewski a devenit membru al Comitetului Național Polonez din Paris, care a fost în scurt timp acceptat de Antanta ca organismul reprezentativ al Poloniei.
Paderewski a devenit purtătorul de cuvânt al acestei organizații; în scurt timp a format alte organizații sociale și politice, printre care și Fondul Polonez pentru Întrajutorare din Londra.
În anul 1919, în Polonia independentă, Paderewski devine prim-ministru și ministru al afacerilor externe (ianuarie 1919 - decembrie 1919), reprezentând astfel Polonia la Conferința de Pace de la Paris.
În vara acelui an, a semnat Tratatul de la Versailles prin care majoritatea teritoriilor din Polonia medievală și estul regiunii Pomerania (în jurul orașului Gdansk) erau restituite noii republici poloneze.
Deși era mai puțin în comparație cu ceea ce solicitaseră delegații polonezi, aceste teritorii au constituit nucleul statului polonez restaurat.
Paderewski își va continua cariera politică și cea muzicală pentru tot restul vieții.

## Distincții
- Polonia : Ordinul Vulturul Alb, Crucea de argint al Virtuti Militari, Marea Cruce a Ordinului Polonia Restituta,
- Franța : Grand-croix de la Légion d'honneur
- Regatul Unit : Cavaler al Marii Cruci al Ordinului Imperiului Britanic
- Italia : Marea Cruce a Ordine dei Santi Maurizio e Lazzaro
- Belgia : Grand cordon de l'Ordre de Léopold
- România : Ordinul „Coroana României”